# Nicolaes Maes

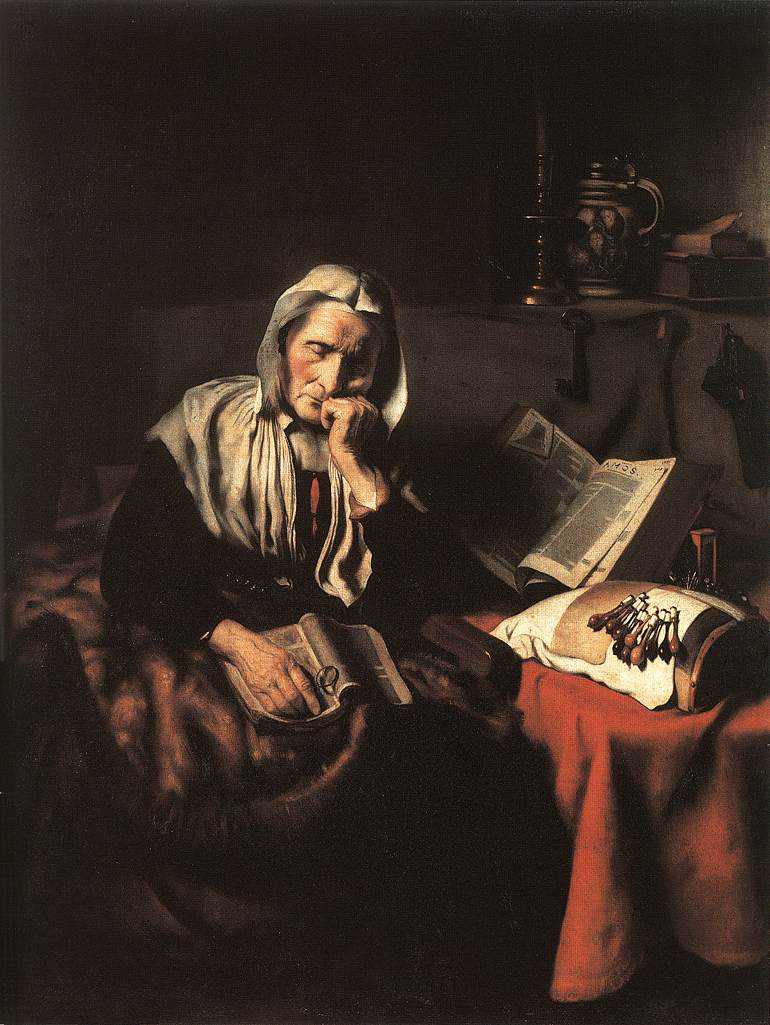
Nicolaes Maes, Vecchia che dorme, 1656 ca., Museo Reale di Belle Arti, Bruxelles

Nicolaes Maes (noto anche come Maas) (Dordrecht, gennaio 1634 – Amsterdam, 24 novembre 1693) è stato un pittore olandese.

## Biografia
Figlio del facoltoso mercante di Dordrecht Gerrit Maes e di sua moglie Ida Herman Claesdr., nasce a Dordrecht nel 1634; intorno al 1650 si trasferisce ad Amsterdam, dove entra nello studio di Rembrandt. 

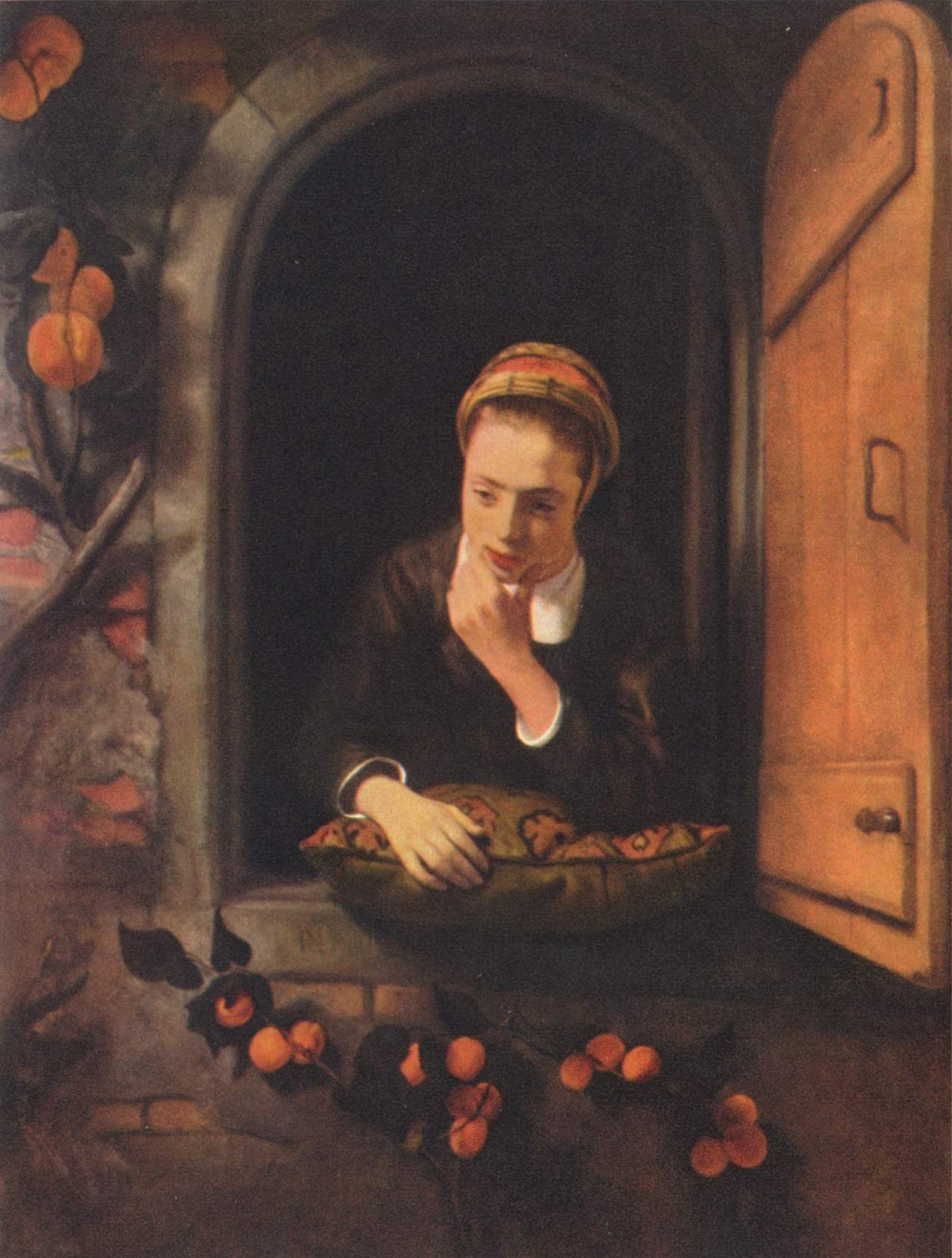
Nicolaes Maes, Ragazza alla finestra, 1656 ca., Rijksmuseum, Amsterdam

Sono anteriori al 1654, prima cioè del suo ritorno a Dordrecht, alcuni quadri nello stile di Rembrandt, con figure a grandezza naturale e profonda luminosità del colore. Il suo primo stile, infatti, è così vicino a quello di Rembrandt che alcune tele, oggi a Lipsia, a Budapest e in Inghilterra, sono state in passato attribuite al suo grande Maestro. Dipinti di soggetto religioso dal potente chiaroscuro e dai colori caldi come il Cristo che benedice i bambini, a lungo attribuito a Rembrandt, e il Cristo di fronte a Pilato riflettono chiaramente l'influenza di Rembrandt.
Nel periodo che va dal 1655 al 1665 il pittore torna a Dordrecht e si sposa; è il suo periodo migliore: mantenendo in parte la magia del colore appresa da Rembrandt, si dedica, però, a dipinti di genere su scala più piccola dei precedenti. I suoi soggetti preferiti sono donne intente a filare o a leggere la Bibbia, o a preparare pasti assaporando calma e silenzio. E tipico l'uso abbastanza pesante del rosso e della forte luce che illumina e semplifica. Sono di questi anni la maggior parte dei dipinti che hanno costruito la sua fama:Donna che fila, Vecchia in preghiera, Ragazza alla finestra, Donna che pulisce un'anatra.
Spiccata predilezione per un'assorta interiorità mostrano alcuni dipinti come La serva pigra Il servo curioso, punti d'incontro con l'arte di Delft, probabilmente con Carel Fabritius. Si vedano anche, a questo proposito, alcuni ritratti, come Jacob de Witt, e Vecchia che dorme, di volta in volta attribuito a Rembrandt, Vermeer, Drost e Fabritius.
Dal 1665 Maes si trasferisce ad Anversa fino al 1673 e cambia completamente stile e soggetti: se il genere preferito è ora il ritratto, lo stile ricorda l'elegante noncuranza di Van Dyck. Abbandonato il tono rossastro che aveva caratterizzato i lavori precedenti per una gamma tonale più ampia, più leggera e più fresca (ombre grigie e nere, invece di tonalità brunastre), la trasformazione è così netta e repentina da far supporre ad alcuni che si tratti di un altro Maes: il vero Nicolaes Maes avrebbe continuato invece a risiedere a Dordrecht fino al 1673.
Nel 1673 si trasferisce ad Amsterdam e riscuote grande successo con i suoi ritratti, freddi e precisi. Fu artista assai prolifico ed è ben rappresentato, ad esempio, alla National Gallery di Londra, e al Rijksmuseum di Amsterdam.

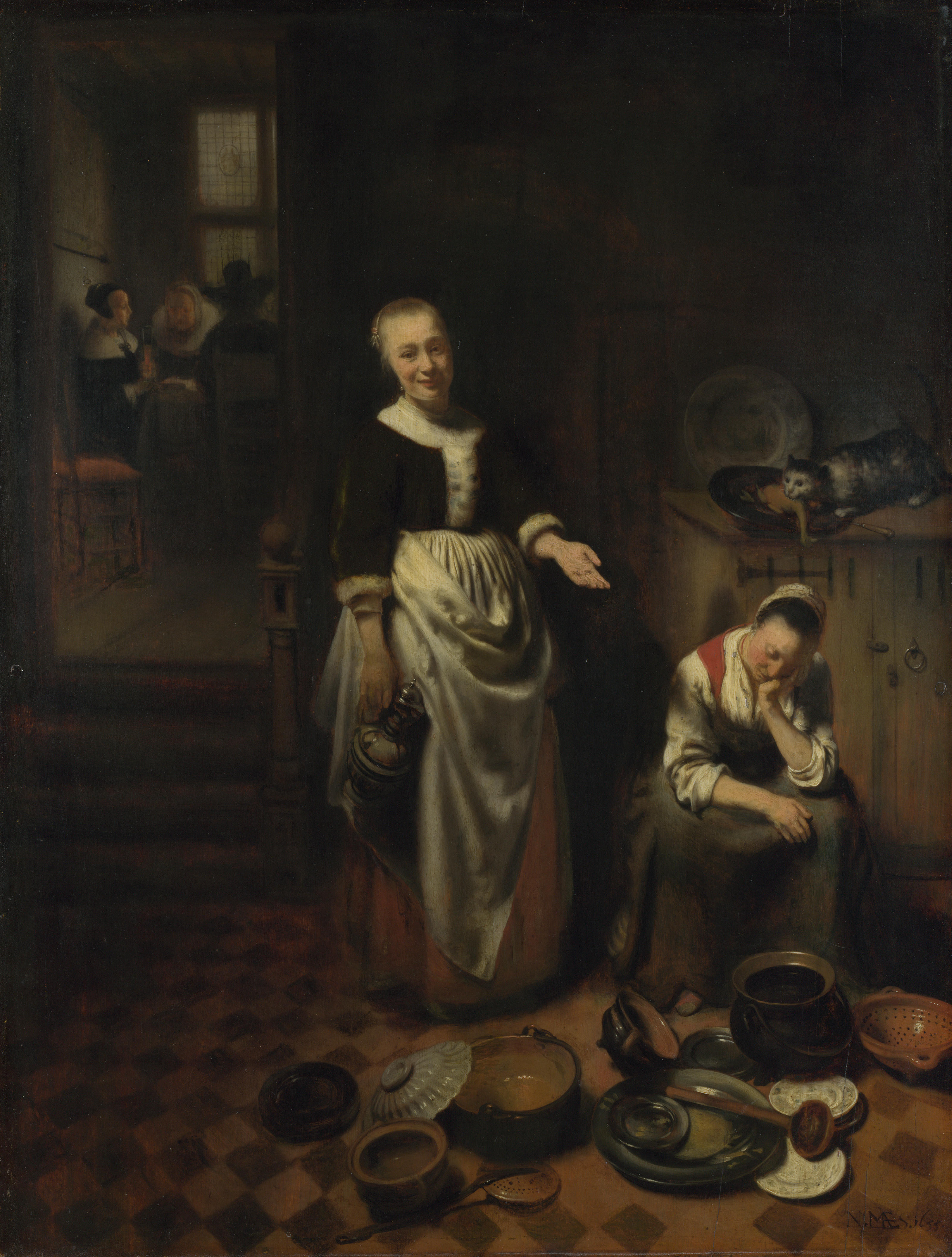
Nicolaes Maes, La serva pigra, 1655 ca., National Gallery, Londra